# Campylidium quisqueyanum
Campylidium quisqueyanum là một loài Rêu trong họ Amblystegiaceae. Loài này được (W.R. Buck) Ochyra mô tả khoa học đầu tiên năm 2003.